# Ari Freyr Skúlason
Ari Freyr Skúlason (Reykjavík, 14 de março de 1987) é um futebolista islandês que atua como meio-campo. Atualmente defende o Lokeren.

## Carreira
Ari Freyr Skúlason fez parte do elenco da Seleção Islandesa de Futebol da Eurocopa de 2016.